# Grammy Latino para Melhor Álbum Vocal Pop
O Grammy Latino para Melhor Álbum Vocal Pop é uma das categorias apresentadas no Grammy Latino, um prêmio estabelecido em 2000 e entregue pela Academia Latina da Gravação para as melhores produções da indústria fonográfica latino-americana de determinado ano. As várias categorias são apresentadas anualmente pela National Academy of Recording Arts and Sciences dos Estados Unidos. De acordo com as definições das categorias regulamentadas pela Academia Latina da Gravação, a categoria era dedicada a premiar "álbuns que contenham 51% ou mais de seu tempo total de gravações novas (material que não havia sido lançado anteriormente) e dentro no gênero estilístico Pop".
A categoria teve uma única edição em 2000 e esteve suspensa até 2020, quando foi revivida. As obras indicadas ao prêmio em seu ano inaugural foram Toma Ketama! (da banda espanhola Ketama), Amarte es un placer (do cantor mexicano Luis Miguel), MTV Unplugged (da banda mexicana Maná), Vengo naciendo (do artista cubano Pablo Milanés), e MTV Unplugged (da cantora e compositora colombiana Shakira). Luis Miguel foi vencedor da categoria além de também receber os prêmios de Melhor Álbum Vocal Pop Masculino e Álbum do Ano na mesma edição. Nas edições seguintes, a categoria foi vencida por Ricky Martin e Camilo em 2020 e 2021, respectivamente. 
Em 2020, o prêmio de Melhor Álbum Vocal Pop Contemporâneo foi encerrado e o prêmio de Melhor Álbum Vocal Pop foi restabelecido.

## Vencedores
| Ano  | Vencedores      | Obra                | Indicados | Ref.  |
| ---- | --------------- | ------------------- | --- | ----- |
| 2000 | Luis Miguel     | Amarte es un placer | - Ketama – Toma Ketama! - Maná – MTV Unplugged - Pablo Milanés – Vengo Naciendo - Shakira – MTV Unplugged                                | [ 3 ] |
| 2020 | Ricky Martin    | Pausa               | - Aitana – Spoiler - Beret – Prisma - Camilo – Por primera vez - Juanes – Más futuro que pasado                                          | [ 6 ] |
| 2021 | Camilo          | Mis Manos           | - Andrés Calamaro – Dios los cría - Pedro Capó – Munay - Danna Paola – K.O. - Reik – De México                                           | [ 7 ] |

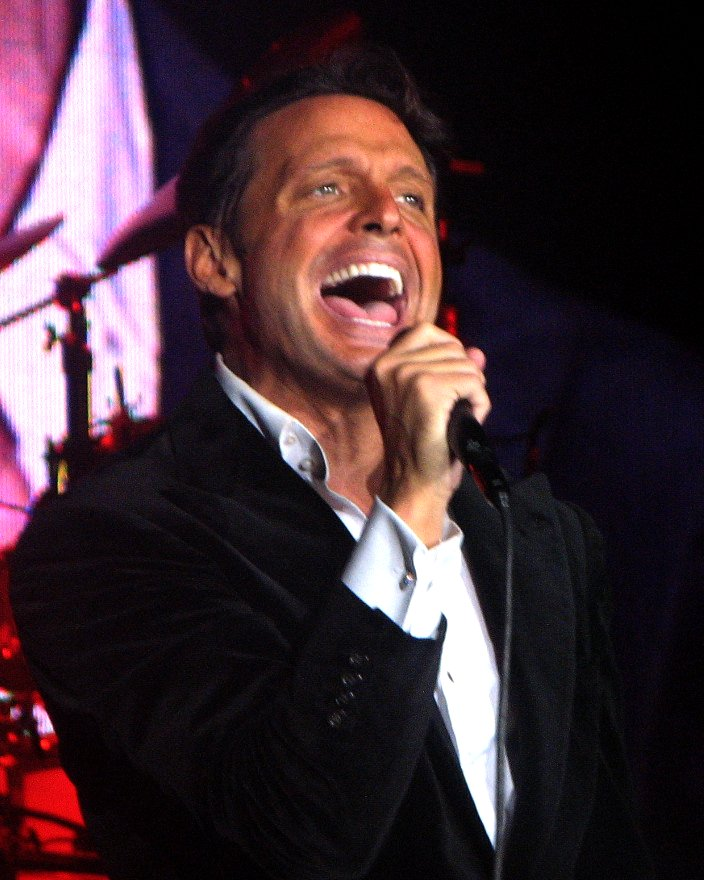
Luis Miguel, o primeiro vencedor desta categoria em 2000.

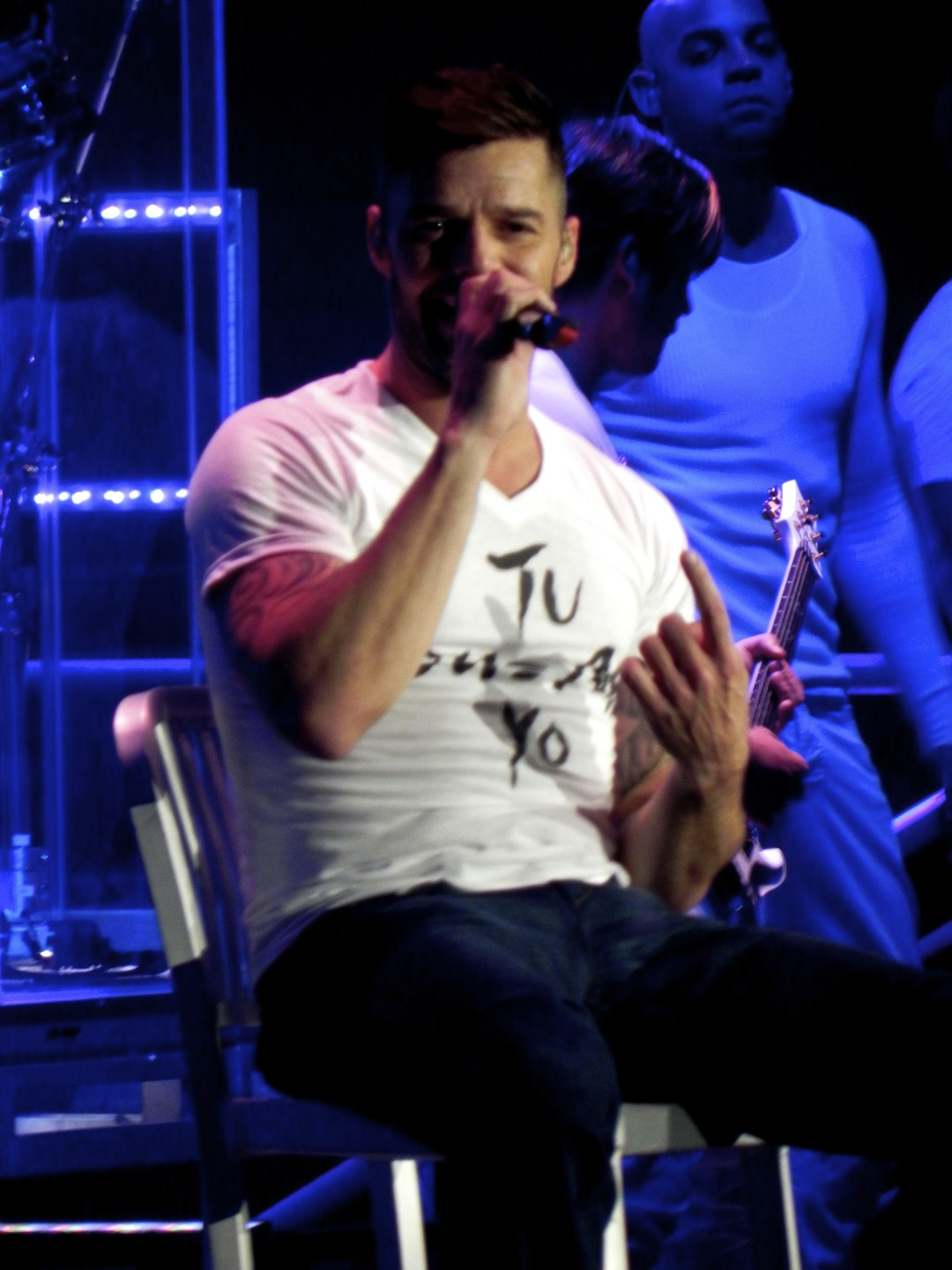
Ricky Martin venceu o prêmio em 2020.

| 2022 | Sebastián Yatra | Dharma              | - Elsa y Elmar – ya no somos los mismos - Kany García – El amor que merecemos - Jesse & Joy – Clichés - Carla Morrison – El renacimiento | [ 8 ] |
| 2023 | Julieta Venegas | Tu Historia         | - Pablo Alborán – La Cuarta Hoja - AleMor – Beautiful Humans Vol. 1 - Camilo – De Adentro Pa Afuera - Pedro Capó – La Neta               |       |